# Rohoretkovití
Rohoretkovití (Scomberesocidae) jsou čeleď paprskoploutvých ryb, k roku 2025 řazená do řádu jehlotvaří (Beloniformes). Zahrnuje pouze pět žijících druhů, které patří do rodů Cololabis Gill, 1896 (= Elassichthys Hubbs & Wisner, 1980) a Scomberesox Lacepède, 1803 (= Grammiconotus Costa, 1862; Nanichthys Hubbs & Wisner, 1980; Sayris Rafinesque, 1810). Jde o skupinu blízce příbuznou, či snad dokonce vnořenou v rámci jehlicovitých (Belonidae).
Rohoretkovití mají protáhlé tělo pokryté malými šupinami, dosahují maximální délky asi 50 cm. Druhy žijící v tropických oblastech bývají menší a v některých systémech se pro ně vyčleňují vlastní rody. Rohoretkovití se vyznačují zobanovitými čelistmi různé délky (někdy neproporciálními, s kratší dolní čelistí), které jsou vybaveny jen malými zuby, dále 4 až 7 ploutvičkami vyrůstajícími za hřbetní i řitní ploutví a ztrátou plynového měchýře. Hřbetní ploutev nese 14–18 paprsků, řitní ploutev nese 16–21 paprsků.
Jde o čistě mořské ryby, které obývají tropická až mírná moře celého světa. Mohou podnikat sezónní migrace. Tvoří hejna, která se typicky pohybují blízko vodní hladiny, přičemž tyto ryby dovedou vyskakovat i nad ni. Podobně jako řadu dalších jehlotvarých, i rohoretkovité přitahuje světlo, na něž je lze přivábit až k těsně blízkosti rybářských lodí. Dospělci se krmí planktonem, někdy i malými rybami. Tření probíhá spíše na otevřeném moři, přičemž jikry se – podobně jako u jehlicovitých – mohou přilepit na objekty ve vodě.